# 西田望見
西田望見（日语：／ Nishida Nozomi，1990年7月22日—）是日本的女性聲優，岐阜縣出身。Mausu Promotion所屬。明治大学畢業。血型A型。

## 經歷
舊藝名茅田望見。2012年之前作為偶像咖啡廳「AKIHABARA Back Stage pass」的一期生活動。而後、同年以演員身分參加了數次的舞台公演。
2014年、以TV動畫《三坪房間的侵略者！？》的女學生角色聲優出道、2015年、TV動畫《絕對雙刃》第一次演出有名字的角色。
2016年4月開始播放的ＴＶ動畫《超時空要塞Δ》裡飾演瑪基娜·中島。和同一部動畫裡演出的聲優及歌手共五名組成團體Walküre並作為歌手演唱。
2018年4月30日退出原事務所Atomic Monkey，同年9月1日加入MAUSU PROMOTION。
2019年2月2日於"FLYING DOG FES 10周年記念"演唱會上宣布出道當歌手。
2021年7月22日宣布已與一般男性結婚。

## 人物
高中時代為游泳社，後來前往丹麥留學而退出。
大學二年級時被朋友推薦看了《CLANNAD》之後深受感動，因此決定成為聲優。
興趣、特技是岐阜腔與丹麥語。另外有漫無目的騎自行車一天的愛好。
跟在《超時空要塞Δ》一同演出的鈴木實里交情很好。

## 演出作品
※粗體字為主要角色。

### 電視動畫
2014年
- 三坪房間的侵略者（女學生）

2015年
- 絕對雙刃（莎拉[3]、校內放送、學生、護陵衛士）

2016年
- 超時空要塞Δ（瑪基娜·中島[6]）
- 凸变英雄（數據星人、美少女）

2017年
- 銀之守墓人（華羚）
- 武裝少女Machiavellianism（眠目佐鳥[14]）
- 從零開始的魔法書（魔術師E、落單魔女、美女A）
- 黑色五葉草（艾咪）

2018年
- 刻刻（友人母）
- 銀之守墓人 第2期（華羚）
- 3月的獅子 第2期（接待員、柜台员）
- 擁抱！光之美少女（主持人、保育士）
- 東京喰種:re（盜墓者）
- 錢進球場（觀眾、球場女播音員）
- 溫泉屋小女將（女性記者）
- 奴隸區 The Animation（杉並流紫江[15]）
- 遙的接球（導師、教師）
- 京都寺町三條商店街的福爾摩斯（飯島壽壽香）

2019年
- 盾之勇者成名錄（修女、少年、舞者）
- 約會大作戰III（嘉蓮·諾拉·梅瑟斯）
- JoJo的奇妙冒險 黃金之風（看護師4、女性看守C、少女B）
- 八月的棒球甜心（有原翼[16]）
- Re:Stage！Dream Days♪（城北玄刃[17]）
- 科學一方通行（藥丸醫月）

2020年
- 異種族風俗娘評鑑指南（地味A）
- 科學超電磁砲T（藥丸醫月）

2021年
- WIXOSS DIVA(A)LIVE（MC.LION）

### 遊戲
2012年
- 海賊幻想（蒼操的秘術藍玫瑰、他）

2014年
- 白貓Project（風香、潔妮、瑟蘿西亞）
- Toys Drive（中野雲雀[18]、遥原美依[19]、怪盗ジュエリーローズ[20]）

2016年
- 萬千回憶（大盾的花嫁拉潔特、蒼之波濤的花嫁莉耶爾）[21]
- 問答RPG 魔法使與黑貓維茲（【家族夢魘】傑拉德所見之夢[3]、エルナ[3]）

2018年
- 夢幻模擬戰Langrisser（蒼白色魔族少女、澤瑞達 (ゼリダ) https://mz.game-beans.com/）%5B%5D

2020年
- 魔法禁书目录 幻想收束（藥丸醫月）
- 明日方舟 (安比爾)

### 廣播劇CD
2014年
- 青年發火點（廣播）

### 舞台
2012年
- 劇團Bacchus祭典「馬太」（珊瑚）[22]※以加東望見名義演出
- PandASSH（本橋美希）[23]※以茅田望見名義演出
- 戰國降臨女孩（武）（汐崎彌生）[24]※以茅田望見名義演出

## 音樂

### 迷你專輯
|            | 發售日期      | 標題           | 商品編碼 | 商品編碼   | 最高排名 |
| 初回限定盤 | 發售日期      | 標題           | 通常盤   |            | 最高排名 |
| ---------- | ------------- | -------------- | -------- | ---------- | -------- |
| 1st        | 2019年7月24日 | 女の子はDejlig | VTZL-158 | VTCL-60500 | 36位     |

#### 音樂CD
| 發售日  | 專輯名稱               | 演唱名義                                                        | 歌曲名稱                      | 商業搭配                      |
| 2016年  | 2016年                 | 2016年                                                          | 2016年                        | 2016年                        |
| ------- | ---------------------- | --------------------------------------------------------------- | ----------------------------- | ----------------------------- |
| 5月11日 |                        | Walküre                                                         | 「」                          | 電視動畫《超時空要塞Δ》片頭曲 |
| 5月11日 | 「」                   | Walküre                                                         | 電視動畫《超時空要塞Δ》片尾曲 |                               |
| 5月11日 | 「」                   | Walküre                                                         | 電視動畫《超時空要塞Δ》插入曲 |                               |
| 6月22日 | 《超時空要塞Δ》原聲帶1 | 芙蕾雅Δ鈴木實里、蕾娜Δ東山奈央、瑪基娜Δ西田望見（from Walküre） | 「」 「」                     | 電視動畫《超時空要塞Δ》       |

## 外部連結
- 事務所官方簡歷（页面存档备份，存于） （日語）
- 西田望見的X（前Twitter） （日語）